# Tkibuli (gmina)
Gmina Tkibuli (gruz. ტყიბულის მუნიციპალიტეტი) – jednostka administracyjna Imeretii w Gruzji. Siedzibą gminy jest miasto Tkibuli. 

## Położenie
Gmina położona jest w północnej części Imeretii, a jednocześnie w centralnej części Gruzji. 

## Ludność
Na podstawie danych statystycznych z 2024 roku gminę Tkibuli zamieszkuje 15 800 osób. 